# Calea ferată Jibou–Baia Mare
Calea ferată Jibou–Baia Mare este o cale ferată principală în România. Ea traversează nord-vestul României, de-a lungul râului Someș.

## Istoric
Calea ferată a fost construită la sfârșitul secolului al XIX-lea, pe teritoriul Ungariei din componența Imperiului Austro-Ungar, ca o legătură feroviară între două linii deja existente: linie deschisă în 1884 de la Satu Mare (în maghiară Szatmárnémeti) către Baia Mare (în maghiară Nagybánya) și linia pusă în funcțiune în 1890 de la Dej (în maghiară Dés) către Zalău (în maghiară Zilah). S-a proiectat o legătură feroviară de la Jibou (în maghiară Zsibó) către Baia Mare, care să lege cele două căi ferate mai vechi. Lucrările de construcție au fost executate de compania feroviară Szamosthaler și au fost finalizate în [2 octombrie] [1899].
La sfârșitul primului război mondial, Transilvania a devenit parte componentă a României, iar căile ferate din Transilvania au fost preluate de compania feroviară română de stat CFR. În urma Dictatului de la Viena (1940), teritoriul Transilvaniei a fost împărțit între România și Ungaria, iar acest traseu feroviar a trecut temporar pe teritoriul Ungariei. În 1944 calea ferată a redevenit românească.

## Situație actuală
Calea ferată Jibou–Baia Mare este cu linie simplă și nu este electrificată. Ea este o parte a importantului traseu feroviar între Brașov și Satu Mare. Pe aici trec zilnic mai multe trenuri InterRegio. De asemenea, această conexiune prezintă importanță și pentru traficul de mărfuri.

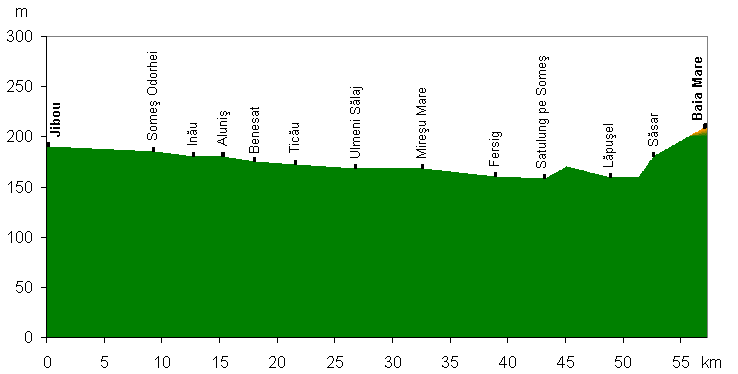
Profilul la înălțime al căii ferate